# Фіктивний капітал
Фіктивний капітал — капітал у цінних паперах (акціях, облігаціях тощо), що дає право їхнім власникам регулярно привласнювати частину додаткової вартості у вигляді дивіденду або відсотка.
Фіктивний капітал на відміну від реального не представляє матеріально-речові або духовні цінності, а на відміну від позикового немає грошового капіталу. Фіктивний капітал не функціонує безпосередньо у виробничому процесі і спотворює реальні економічні відносини, створює ілюзію, ніби цінні папери утворюють дійсний капітал і приносять дохід поза зв'язком з відтворенням. Такий капітал сам по собі не створює дохід, прибуток, а лише сприяє перерозподілу доходу.

## Історія
Поняття фіктивний капітал було сформульовано німецьким економістом Карлом Марксом (1818–1883) в ході аналізу позичкового капіталу як перетвореної форми грошового капіталу, поява якого пов'язана з відокремленням капіталу-власності від капіталу-функції.

## Умови виникнення та форми
Виникнення фіктивного капіталу обумовлено розвитком кредитної системи та фінансового посередництва як самостійної сфери діяльності. На відміну від позикового капіталу, формою руху якого є кредит, фіктивний капітал являє собою використання кредиту як капіталу. 
Маркс виділяв кілька форм фіктивного капіталу:
- У першу чергу це емітованих банками кредитні знаряддя обігу - банкірський вексель і банкноти, не забезпечені золотом. Видаючи кредит за допомогою випуску в обіг «кредитних знаків», не забезпечених жодними реальними цінностями, банки перетворюють їх на «капітал, що приносить відсотки». У тій частині, в якій банківський капітал утворюється шляхом кредитної емісії, він є фіктивним.

- Інша форма фіктивного капіталу - «капітал державного боргу», представлений облігаціями державної позики, які приносять їх власникам певний дохід, хоча сума грошей, відданих державі в позику, не тільки не функціонує як реальний капітал, але може бути вже давно витраченої.